# مایندری
مایندری (انگلیسی: Mindray) شرکت تجهیزات پزشکی چینی است، که در سال ۱۹۹۱ تأسیس شد.